# Noordsche Compagnie

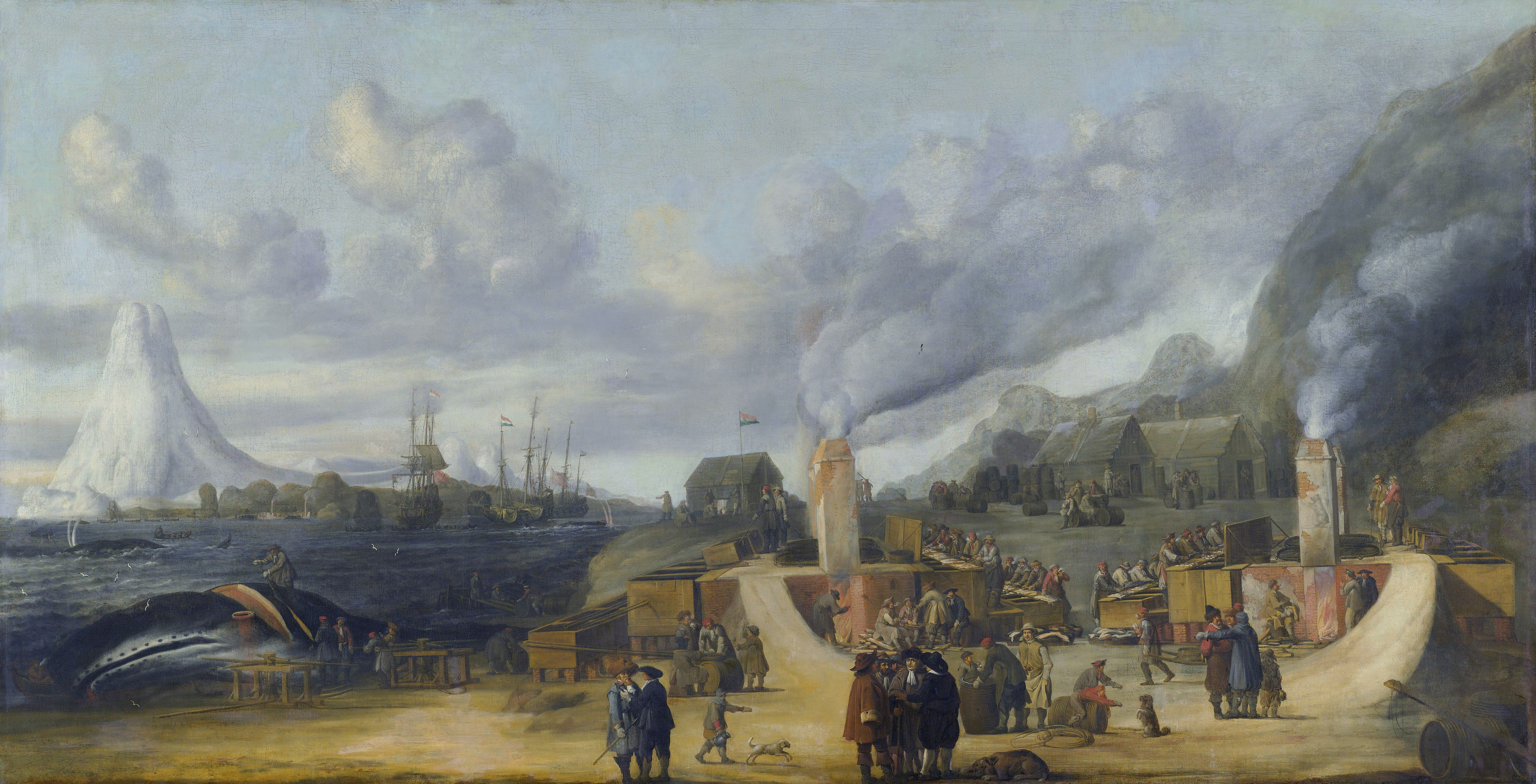
Manufacture d'huile de baleine de la Chambre d'Amsterdam de la Noordsche Compagnie ou Compagnie du Spitzberg à Smeerenburg, Cornelis de Man, Rijksmuseum, Amsterdam

La Noordsche Compagnie était une compagnie à charte fondée par plusieurs villes néerlandaises pour la chasse à la baleine. La compagnie a existé de 1614 à 1642, mais s'est rapidement empêtrée dans des conflits avec l'Angleterre, le Danemark, la France et dans des conflits internes aux Pays-Bas.

## Histoire
La Noordsche Compagnie est fondée le 27 janvier 1614, d'abord pour une période de deux ans. En 1617, la charte est renouvelée pour quatre ans, puis pour douze autres années en 1622 et, enfin, pour huit ans en 1634.
La pêche à la baleine avait lieu durant les mois d'été. Les bateaux quittaient les ports néerlandais en mai ou en juin. Après un voyage de trois semaines, ils arrivaient dans les eaux des Svalbard, de l'île Jan Mayen ou de l'île aux Ours. En août, septembre ou octobre, les bateaux retournaient aux Pays-Bas. Des stations de pêche ont été établies très tôt à Jan Mayen ou au Svalbard, la plus connue étant celle de Smeerenburg sur l'île d'Amsterdamøya. Ces stations permettaient d'économiser beaucoup de place dans les bateaux. Pendant des années, la Noordsche Compagnie contrôla le monopole de l'huile de baleine.
La compagnie fut dissoute en 1642. La compagnie commençait à subir une intense compétition de la part des Danois, mais également d'autres Néerlandais. La chasse à la baleine fut alors en quelque sorte privatisée et reprise par des privés.

## Organisation
L'administration de la Noordsche Compagnie était divisée en cinq chambres. Relativement indépendantes, elles étaient situées à Amsterdam, Hoorn, Enkhuizen, Rotterdam et Delft. Chaque chambre disposait de ses propres installations sur les îles arctiques. À partir de 1616, la famille zélandaise Lampsin participa également à la compagnie. Flessingue, Middelbourg et Veere eurent dès lors également leurs chambres. En 1636, deux chambres frisonnes furent également créées à Harlingen et Stavoren.
L'aire de commerce de la Noordsche Compagnie s'étendait du détroit de Davis à la Nouvelle-Zemble. La compagnie ne revendiquait aucun territoire, mais se préoccupait uniquement de monopole commercial.
En plus des baleines, des morses et des phoques étaient également chassés. L'ours polaire était également visé pour sa fourrure.
Lors de chaque expédition, différents investisseurs fournissaient le capital. Lorsque l'expédition était de retour, le bénéfice était immédiatement réparti entre les investisseurs.

## Source
- (en) Cet article est partiellement ou en totalité issu de l’article de Wikipédia en anglais intitulé « Noordsche Compagnie » (voir la liste des auteurs).